# Кинджхар
Кинджхар (Кинджхардханд; урду کینجھر جھیل‎; англ. Keenjhar Lake), также — Калри (урду کلری جھیل‎; англ. Kalri Lake) — крупнейший пресноводный водоём Пакистана, располагается на правом берегу нижнего течения Инда в округе Татта на юге провинции Синд, северо-восточнее города Татта. Площадь водного зеркала — 134,7 км². Составляет 24 км в длину и 6 км в ширину.
Играет существенную экологическую роль в функционировании бассейна реки Инд. Обеспечивает пресной водой округ Татта и город Карачи. Кинджхарское водохранилище было создано в 1930 году при слиянии двух озёр — Кинджхар и Калри после строительства плотины в Чилья. Водоём находится в 18 км от города Татта и в 122 км от Карачи. Является объектом Рамсарской конвенции.